# Wiehlenarius tirolensis
Wiehlenarius tirolensis là một loài nhện trong họ Linyphiidae.
Loài này thuộc chi Wiehlenarius. Wiehlenarius tirolensis được Ehrenfried Schenkel-Haas miêu tả năm 1939.